# Фелікс Кухажевський

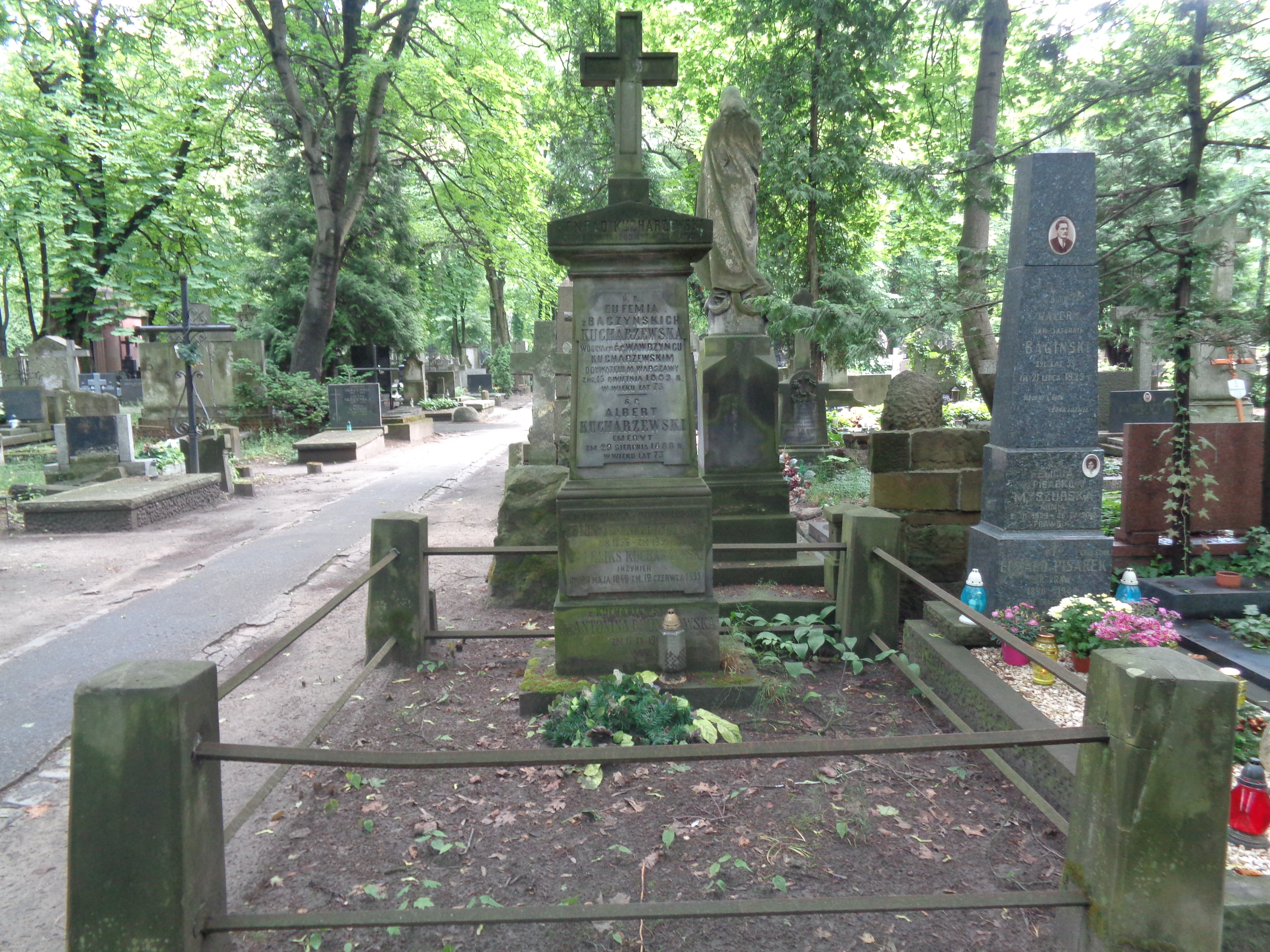
Могила Фелікса Кухажевського на Повонзківському цвинтарі

Фелікс Юзеф Тадеуш Кухажевський, пс. No-sta (пол. Feliks Kucharzewski, 16 травня 1849, Варшава — 12 червня 1935, Варшава) — польський інженер, спеціаліст з гідродинаміки та механіки конструкцій, історик науки, професор Варшавської політехніки.

## Біографія
Він був сином Вавжиньця та Євфімії Бачинських. Навчався у 4-ій в гімназії у Варшаві, у 1865—1867 роках вивчав математику та фізику у Головній Варшавській школі, 1868—1872 вивчав механіку в Варшавській школі економіки у Парижі. Працював інженером у технічних департаментах залізних доріг Варшава-Відень та Варшава-Бжеска; брав участь у будівництві залізниці Вісла (1874—1877), а також у будівництві лікарні Немовляти Ісуса у Варшаві. Безуспішно претендував на посаду викладача водного та дорожнього будівництва у Технологічному університеті у Львові.(1874). Був активним у економічних організаціях Варшави, в тому числі у Товаристві сприяння промисловості та торгівлі, Дисконтному комітету Державного банку та Кредитному товариству міста Варшави. У 1878 р. заснував і до 1885 р. редагував періодичне видання «Przegląd Techniczny»; також він співпрацював з «Gazeta Warszawska» та тижневиком «Przyroda i Przemysł». У 1919 році він був призначений почесним професором Варшавської політехніки, читав лекції з історії механіки цього університету до кінця свого життя; очолював кафедру теоретичної механіки.
У 1907 році він був одним із засновників Варшавського наукового товариства і до 1926 року був членом його ради. У 1920 році заснував Академію технічних наук. Він також належав до Асоціації техніків (член-засновник 1908 року) та Познанського товариства друзів наук (член-кореспондент 1905 року). З 1895 року він брав активну участь в польській науковій організації Мяновського, багато років був секретарем (1896—1914), віце-президентом (1914—1915), президентом (1915—1920); у 1931 р. було надано почесне членство. Був співробітником Словникового комітету Тимчасової Державної ради. У 1925 році отримав ступінь доктора honoris causa Львівської політехніки.
Як історик науки, досліджував історію польської астрономії в XVIII—XIX столітті. Також досліджував досягнення та життя Марціна з Олкуша, Яна Брожека та Яна Гевеліуша. Проаналізував наукову роботу Коперника. Наголосив на зв'язках Вітелона з Польщею. Складав польську технічну бібліографію до 1874 р. Він був автором збірки оповідань «Серце жінок» (1876). Похований на Повонзківському цвинтарі у Варшаві (розділ 75-6-1/2).

## Наукові праці
- Про астрономію в Польщі (1872)
- Теорія прямолінійного потоку рідин та її застосування до потоку води у водопровідних трубах (1872)
- Лекція з гідравліки з теорією машин для води (1873, з Владиславом Клугером)
- Визначення сил, що діють у діагоналях та стінах, повних вертикальних балок мостів американської системи (1875)
- Механіка (1876)
- Визначення товщини мурованих стін, що підтримують насипи (1876)
- Леонардо да Вінчі як вчений інженер (1884)
- Філіп де Жирар та його твори у Франції та Польщі (1889)
- Про зачатки технічної літератури в Польщі (1889)
- Польська технічна та промислова бібліографія, включаючи твори, надруковані окремо, у журналах або відомі з рукопису, у всіх галузях техніки та промисловості до кінця 1874 р. (1894)
- Наша найстаріша геодезична книга (1895)
- Перший вимірювальний стіл у Польщі (1896)
- Про інструменти для вирівнювання, які використовувалися в Польщі в 16 столітті (1899)
- Про початок технічної літератури в Польщі (1900)
- З історії техніки (1900)
- Статика Кочанського (1910)
- Польська технічна література (1911—1922, 3 томи)
- Годинництво Кочанського (1911)